# Испарта (місто)
Испарта (тур. Isparta, інша назва міста — «Місто троянд») — місто на заході Туреччини, адміністративний центр ілу (області) Испарта. Населення міста — близько 420 тис. осіб (за даними перепису населення за 2007 рік), висота над рівнем моря — 1035 метри. Місто відоме своєю трояндовою олією та килимами.
Місто розташовано на рівнині на північ від гори Давраз та служить перевантажним пунктом на дорозі у центр Озерного краю.

## Історія
Засноване за часів хеттів місто входило до складу Лідії, а потім було захоплене Александром Македонським.
1203 року після окупації турками-сельджуками Испарта аж до кінця XIV ст. була під контролем емірів Хамідоглу. У цей час вона була столицею всього Озерного краю. Після Сельджукидів місто стало столицею місцевого бейліка Хамід (1280—1391), останній правитель якого продав свої володіння за 85 тис. золотих монет султанові Османа Баязіду I.
1381 року емірат мирним шляхом увійшов до складу Османської імперії. Після цього Испарта втратила політичне значення та перетворилася на регіональний торговельний і транспортний центр, місце виробництва унікальних килимів. Аж до 1923 року в місті жила велика грецька громада.

## Пам'ятки
Серед історичних пам'яток Испарти можна відзначити міську фортецю сельджуцького періоду та декілька споруд 14—15 ст., у тому числі мечеть Хизир-бея (1317 рік) та Ринкову мечеть, споруджену 1417 року.

## Транспорт
Испарта має гарне залізничне та автомобільне сполучення з іншими частинами Туреччини. Анталія розташована на відстані 130 км на південь від міста.
30 листопада 2007 року літак McDonnell-Douglas авіакомпанії Atlasjet розбився при підльоті до аеропорту Испарта. Всі 57 пасажирів та членів екіпажу загинули.